# بلگرین (آلاباما)
بلگرین (به انگلیسی: Belgreen) شهرکی در شهرستان فرانکلین ایالت آلاباما است که مساحت آن ۳٫۲ کیلومترمربع است و در سرشماری سال ۲۰۱۰ میلادی، ۱۲۹ نفر جمعیت داشته و تراکم جمعیتی آن، ۴۰٫۳۱ در کیلومترمربع بوده است.